# Las Primas
Las Primas es un grupo musical de cumbia argentina que fue creado a finales de 1984 por Carlos Gallego con la cooperacion de Beis y Belaich, marcando un hito en el género al ser pioneras en su formación, compuesto exclusivamente por mujeres. Sus grandes éxitos fueron "Saca la Mano, Antonio", "Lo Nene Con Lo Nene", "Dame Una Alegría" y "El Negro No Puede", entre otros.

## Carrera
El grupo, que se inició a mediados de los años 80, pasó por diferentes formaciones. Originalmente estuvo conformado por Josephina Stell, Daniela Mori y Mariana Colombatti, luego se incorporaron Mónica Garimaldi y Liliana Beis. Entre las cantantes que formaron parte estuvieron Fabiola Alonso, actual esposa de Miguel Ángel Cherutti y Karina Ranni, expareja de Miguel Ángel Pierri y actual del abogado Marcelo Biondi. En el 2020, convocadas en un evento en Córdoba, volvieron reunirse Daniela Mori, Josephina, se sumaron Natalia y Claudia, luego Daniela se fue y se incorporó Rita, la coreógrafa. También hubo agrupaciones en otros países como España y México. En Estados Unidos fue la banda de soporte de Tina Turner.
Su tema Saca la mano, Antonio tuvo un gran éxito comercial, a tal punto que fue un incorporado a modo de parodia por Alberto Olmedo y Jorge Porcel en la película Rambito y Rambón, primera misión (1986), dirigida por Enrique Carreras. Tuvieron incursiones también en el cine donde les dio un espacio para interpretar sus temas como Los colimbas al ataque (1987) con Olmedo y Porcel, y Las locuras del extraterrestre (1988), dirigidas por Carlos Galettini con Emilio Disi, Javier Portales y Gianni Lunadei.
En 1989, en pleno éxito, en el programa La noche del domingo, conducido por Gerardo Sofovich se despidieron Daniela y Josephina, e ingresaron Fabiola y Liliana.
Hicieron varias presentaciones televisivas en ciclos como Sabatino con Paco Stanley, Pasión de sábado, Tu cara me suena, entre muchos otros.
En sus más de treinta años de trayectoria, Las Primas ganaron un millón y medio de placas, recibieron disco de oro y de platino. En abril de 2020 se juntaron nuevamente Josephina, Verónica Álvarez, Karina Ranni y Fabiola para interpretar nuevas versiones de sus temas orientados a concientizar sobre el cuidado del medio ambiente y responsabilidades ante la pandemia: Lava tus manos, Antonio y Lo nene en cuarentena. En ese mismo año también se lanzó el cortometraje y documental Las Primas de Película, de Buenos Aires, Música con amor, un trabajo audiovisual bajo la dirección de Irving Sandria que lleva la historia musical de la agrupación argentina en el mundo del cine desde 1987 a 1989 dividido en cuatro partes, cada una de las integrantes de la agrupación cuentan sus anécdotas y datos de producción de cada filmación donde participó el grupo, en aquellos tiempos mencionar el nombre artístico Las Primas aseguraban éxito en la taquilla.

## Integrantes
- Josephina Stella
- Daniela Mori
- Verónica Álvarez Puente
- Mariana Colombatti
- Mónica Garimaldi
- Liliana Beis

Otras integrantes
- Fabiola Alonso
- Karina Ranni
- Natalia Cahiza
- Claudia Bastón
- Lizzy Acher
- Priscila Burgos
- Fátima Flórez
- Karen Salas Correa
- Ethel
- Verónica Testa

## Filmografía
- 2020: Las Primas de Película, de Buenos Aires, Música con amor (cortometraje/documental)
- 1988: Las locuras del extraterrestre.
- 1987: Los colimbas al ataque.

## Discografía
- Las Primas
- Dame una alegría.
- Más divertidas que nunca
- Somos terribles
- Invencibles
- Haceme zaza-zaza
- De fiesta
- Ponete el sombrero
- La vuelta